# La comunidad - Intrigo all'ultimo piano
La comunidad - Intrigo all'ultimo piano (La comunidad) è un film del 2000 diretto da Álex de la Iglesia, con protagonista Carmen Maura.

## Trama
Julia è un'agente immobiliare incaricata di vendere l'unico lussuoso appartamento di un palazzo fatiscente nel centro di Madrid. Colpita dalla bellezza e dalla comodità dell'appartamento, la donna si insedia respingendo i vari potenziali clienti e senza dirlo al capo della sua agenzia. A un certo punto, mentre la donna amoreggia col suo compagno Ricardo, da cui vuole separarsi, dal soffitto si apre una crepa, da cui fuoriescono insetti e acqua, lasciando intendere che al piano superiore è in atto una perdita d'acqua. 
Entrata nell'appartamento sopra al suo, Julia scopre che non solo l'appartamento è disabitato, trasformato in una discarica piena di sacchi d'immondizia e di topi, ma che c'è il cadavere putrefatto del suo proprietario. Quando i pompieri portano via i resti del corpo del vecchio proprietario in una barella lungo le scale Julia scopre prendendo il portafoglio della vittima cadutogli dai pantaloni un biglietto con disegnata sopra a penna una scacchiera con al centro una casella bianca; al momento Julia non comprende il significato del biglietto, ma poi rientrata in casa guardando una pubblicità in televisione intuisce che la scacchiera disegnata sul foglio possa indicare il pavimento della casa del vecchio. Incuriosita torna al piano di sopra e seguendo la scacchiera disegnata trova una mattonella non incollata al pavimento e sollevandola trova diversi sacchi pieni di banconote.
Fingendo di buttare via la spazzatura riesce a eludere i vicini apparentemente incuriositi dal contenuto della casa del vecchio e portando i sacchi in casa si mette a contare le banconote rimanendo esterrefatta scoprendo che la somma totale raggiunge i 300 milioni di pesetas (6 miliardi di lire). Si scopre che i vicini di casa sono a conoscenza della vincita al totocalcio del vecchio il quale però non intenzionato a dividere la fortuna con loro viene di fatto costretto a barricarsi in casa in quanto i vicini non gli permettono di uscire di casa portando questi dopo molti anni a morire in casa da solo. I condomini capitanati dall'amministratore del condominio Emilio organizzano una festa nella casa di Oswaldo un condomino cubano che cerca subito di entrare in confidenza con Julia cercando di capire se la donna ha con sé i soldi oppure no, durante la festa Oswaldo riesce a portare Julia (visibilmente brilla) a letto, ma alla fine lei scopre le sue vere intenzioni e lo caccia fuori.
Il giorno seguente Dominguez si presenta picchiato dinanzi a Julia e la mette in guardia verso i vicini (che lo hanno malmenato credendo di essere alleato di Julia), proponendo di scappare insieme con i soldi, ma in seguito di un guasto all'ascensore Dominguez muore venendo brutalmente mozzato in due, mentre Hortensia cerca di prendere la valigia di Julia e non presta aiuto, promettendo invece di metterla nei guai su quanto è successo. A quel punto Julia si arma col coltello appartenuto a Dominguez e la minaccia per farle sputare il rospo, per poi tentare di scappare tenendola in ostaggio. Tuttavia dopo un'interruzione causata da una visita della polizia giunta per il decesso di Dominguez, i vicini disarmano e rapiscono Julia lasciandola sola con Emilio, che la picchia per poi spiegarle tutto il suo piano affermando che glielo sta rovinando. Julia si limita a indicare quanto egocentrico e avaro Emilio sia, più di quanto egli interpreti l'uomo morto che ha vinto i soldi, e lo accusa di pianificare di scappare da solo con tutto il malloppo con la logica che dividere i soldi in parti uguali con tutti i vicini non gli frutterebbe un profitto soddisfacente.
Alla fine di una lotta Julia riesce a uccidere Emilio, ma si ritrova costretta a scappare fuori attraverso la balconata e arrampicarsi dolorosamente sulla soffitta del palazzo mentre incombe una pioggia tempestosa quando i vicini assassini irrompono nel suo appartamento. Il mattino seguente Julia viene aiutata da Charly, un vicino che ancora abita con la madre e che è attratto da lei, permettendole di proseguire la fuga sui tetti con la valigia di soldi. Accecati dalla sete di ricchezza, i vicini mollano qualsiasi senso di unione iniziando a eliminarsi a vicenda per prendere il possesso di tutti i soldi: Oswaldo viene buttato dal palazzo da Castro, che a sua volta viene fucilato a morte da Ramona, la quale riesce a raggiungere Julia e a combatterla ai piedi del monumento dell'Edificio del Banco de Bilbao.
Julia finge la resa e getta la valigia nelle braccia di Ramona, facendola barcollare all'indietro e morire cadendo dalla cima del palazzo. I vicini si precipitano di sotto continuando a combattersi per i soldi. Viene rivelato che prima di separarsi da Julia, Charly le ha scambiato la valigia di soldi con una identica riempita di biglietti per scommesse usati e con questa distrazione riesce a scappare con i soldi. Qualche tempo dopo, Charly si riunisce a Julia in un locale per iniziare con lei una nuova vita di spensieratezze e di godurie.

## Slogan promozionali
- «Una agente inmobiliaria con suerte... Un cadáver descompuesto... Una comunidad de vecinos codiciosos... 300 millones escondidos debajo de una baldosa... Algo huele a podrido en esta casa.[1]»
- «Bussano alla porta... vi conviene non aprire.[2]»

## Riconoscimenti
- Premi Goya 2001
  - migliore attrice protagonista (Carmen Maura)
  - miglior attore non protagonista (Emilio Gutiérrez Caba)
  - Migliori effetti speciali
- Festival Internazionale del Cinema di San Sebastián
  - miglior attrice (Carmen Maura)
- Fotogrammi d'argento 2000
  - Miglior film
  - Miglior attrice (Carmen Maura)